# Herbert Franke (sinologue)
Pour les articles homonymes, voir Franke.
Herbert Franke, né le 27 septembre 1914 à Cologne et décédé le 10 juin 2011, est un sinologue, philosophe et spécialiste du droit, allemand. Il a participé à la fondation des études de sinologie de l'Université de Munich, dont il obtint plus tard la chaire. Il a également publié sous le pseudonyme Herbert Spielmann.

## Biographie
Il étudie l'histoire, la philosophie et le droit aux Universités de Cologne, Bonn et Berlin.
Il obtient son doctorat de droit en 1937 et son doctorat de philosophie en 1947.
En 1951 et 1952 il est membre du British Council à l'Université de Cambridge, au Royaume-Uni.
De 1952 ) 1979 il est professeur agrégé de culture et des langues d'extrême-Orient à l'Université Louis-et-Maximilien de Munich.
À partir de 1958, il est membre de l'Académie bavaroise des sciences.
En 1964/1965 et 1969/1970 il est professeur invité à l'Université de Washington, à Seattle, aux États-Unis, pour son domaine principal, Histoire de la Chine et pays périphériques d'Asie centrale.
De 1965 à 1971, il a est président de la Société orientale allemande, et de 1969 à 1972 vice-président de la Société allemande des études est-asiatiques (alors, Deutsche Gesellschaft für Ostasienkunde, maintenant Deutsche Gesellschaft für Asienkunde (de)).
Entre 1974 et 1980, il est vice-président de la Fondation allemande pour la recherche et de 1980 à 1985, président de l'Académie bavaroise des sciences.
À partir de 1993, il est membre correspondant de l'Académie des inscriptions et belles-lettres, en France.